# غمار بحيري
الغمار البحيري (الاسم العلمي:Gammarus lacustris) هو نوع من القشريات يتبع جنس الغمار من الفصيلة الغمارية.